# Ford Fairlane kalandjai
A Ford Fairlaine kalandjai (eredeti cím: The Adventures of Ford Fairlane) 1990-ben bemutatott akció-vígjáték Renny Harlin rendezésében, a főszerepben pedig Andrew Dice Clay látható. A címszereplő Ford Fairlane, aki egy autótípusról kapta a nevét, a "Mr. Rock & Roll Detektív" gúnynévre hallgat, mert ügyfélkörét a zenész-szakma teszi ki. A karaktert Rex Weiner találta ki, mely 1979-1980-ban hetente jelent meg folytatásos történetekben a New York Rockerben és az LA Weekly-ben, és amely 2018 júliusában egy kötetben is megjelent. A DC Comics egy előzménytörténetet is kiadott képregényformában.
A figura közvetlen ihletője volt még Clay "Diceman" névre hallgató macsó stílusú alteregója, amely 1987-ben jelent meg először a széles nyilvánosság előtt, Rodney Dangerfield televíziós stand-up comedy különkiadásában. Monológja során "Diceman" nagyon hasonlóan öltözködött, mint a filmbeli Ford Fairlane, folyamatosan cigarettázott, és ontotta magából a szexista és homofób, trágár nyelvezetű poénokat.
A filmet az amerikai kritikusok és a közönség egyaránt negatívan fogadta, a film éppen csak kitermelte a gyártási költségeit, és elnyerte a legrosszabb filmnek járó Arany Málna díjat is. Ennek ellenére számos országban, köztük Magyarországon is, a VHS-korszak egyik nagy klasszikusává vált, Séri András dramaturg fordítása és főleg Nagy Feró szinkronjának köszönhetően.

## Cselekmény
A film egy visszaemlékezéssel indít: Ford Fairlane különleges magánnyomozó, akinek a rock 'n roll szakterület a specialitása. Az élete az elmúlt napok eseményeinek hatására azonban romokban hever, és ezen elmélkedik, míg a tengerparton ül. Minden azzal kezdődött, hogy a Fekete Dögvész banda énekese, Bobby Black (Vince Neil) egy látványos színpadi show közben életét veszti. Bár többen gyanúsnak találják az esetet, Ford úgy gondolja, hogy az illető csak túladagolta magát – eközben egy diszkóban sikeresen elfogja a Cicamicák nevű lányegyüttes kukkoló zaklatóját, Gennyzsák Samet. Fordnak pénzre lenne szüksége, de a munkáért cserébe a lányoktól csak ajándékokat kap, így örömmel hallja, hogy régi barátja, a botrányos rádiós műsorvezető, Johnny Crunch (Gilbert Gottfried) hajlandó lenne szép összeget fizetni azért, hogy megtaláljon egy bizonyos Zuzu Petalst (Maddie Corman). Bár annak igazi okát, hogy miért is keresi, titokban tartja, de meggyőzően hat az előleg, amit átad. A pénz többi része sajnos néhány perccel később szénné ég, amikor Johnnyt meggyilkolják élő adásban. Ford nyomozását hátráltatja a rendőrség részéről Amos hadnagy (Ed O’Neill), aki egy régi sérelem miatt haragszik rá: még újságíró korában lesújtó hangú cikket írt a Disco Express nevű együttes "Booty Time" című kislemezéről. Mégis talál egy nyomot: egy nevet, Art Mooney nevét egy fecnire felírva. A nyomozással párhuzamosan egy másik ügyet is fel kell göngyölítenie: részegen ugyanis elvállalta egy környékbeli kis srác apjának megkeresését, szép summáért. Másnaposan, pénzzel a kezében ébred, amikor csöngetnek nála: egy kellemes megjelenésű gazdag nő, Colleen Sutton (Priscilla Presley) szintén azt akarja, hogy találja meg Zuzu Petalst, noha ő sem árulja el az igazi indítékát – átad viszont egy nagyobb összeget Ford részére. Abban a reményben, hogy valamilyen nyomot talál, ellátogat Johnny "Óriás Pénisz" névre hallgató hajójára. Ott egy videófelvételen szembesül azzal a ténnyel, hogy Johnny és Colleen között perverz szexuális kapcsolat volt, illetve talál két meghívót egy másnapi elegáns fogadásra. Kutakodás közben megzavarja őt egy Vigyori névre hallgató bérgyilkos, aki sikeresen elsüllyeszti a hajót, de még idejében el tud menekülni.
Másnap titkárnőjével, Jazzel (Lauren Holly) együtt jelenik meg a fogadáson, hogy tovább nyomozzon. Itt Bobby Black volt kiadója, Julian Grendel (Wayne Newton) is megkeresi őt, aki állítása szerint arra gyanakszik, hogy valaki keresztbe akar tenni a lemezkiadó cégének. Míg beszélgetnek, Colleen Jazz ruhája alá rejt egy CD-lemezt, melyen adatok vannak. A bővebb kivizsgálás érdekében Jazz magával viszi, Ford pedig otthon kezd el gondolkozni, hogyan lehetne továbbhaladni. Megdöbbenve veszi észre Zuzu Petalst a Fekete Dögvész legutolsó videóklipjében, így úgy dönt, elmegy Bobby Black éjféli temetésére, hogy megkeresse a lányt. Amikor azonban megtalálja, elszabadul a pokol: Zuzu megszökik előle, Vigyori pedig, aki túlélte a hajós kalandot, elrabolja őt. Ford egy hullaszállítóval ered a nyomába, és visszaszerzi Zuzut, de Vigyori megint eltűnik. Amos hadnagy első számú gyanúsítottja a gyilkosság kapcsán Zuzu lesz, de Ford sikerrel jár túl az eszén. Elviszi magához a lányt, azonban otthon váratlan dolgokkal szembesül: felakasztották a koalamedvéjét, ellopták az ereklyeként őrzött Jimi Hendrix-gitárját, ráadásul felrobbantják a házát és az autóját is. Mivel a bérgyilkosok a nyomukban vannak, egy lányszövetségnél lelnek ideiglenes menedékre, majd Ford elintézi a támadókat. Kiderül, hogy egy második CD van Zuzunál, és egy harmadik lemezzel együtt fontos információkat adhat ki. Jazzt megtámadják a bérgyilkosok és kidobják az iroda ablakán, de még figyelmeztetni tudja Fordot. A Grendel kiadó épületéhez mennek, ahol váratlan fordulatként kiderül, hogy Julian Grendel és Colleen Sutton valaha házasok voltak. Julian lelövi Colleent, majd követeli Fordtól a három lemezt – ha nem teszi meg, összekarcolja az ellopott gitárját. Ford azt hazudja, hogy nincs nála egyik sem, de Julian nem hisz neki, kidobja a gitárját, majd a verőlegényeire bízza őket. Ford és Zuzu sikeresen megmenekülnek, s a tetőn keresztül, lefelé mászva próbálnak meg kijutni az épületből. Rájuk tör azonban Vigyori, akit ismét életben találnak, de Ford képtelen lelökni őt a tetőről, mert felismeri a kezén a kis srác által bizonyítékként megjelölt pecsétgyűrűt – úgy hiszi tehát, hogy Vigyori a fiú apja. Végül csak megszabadulnak tőle, és sikeresen lemásznak a földre – majd váratlan fordulatként felfedezik Art Mooney csillagát a Hírességek Sétányán, amely a harmadik CD-t rejti.
Ford egy rendezvényre megy, ahol Julian Grendel éppen készül bemutatni új sztárját, Kyle Troyt, hogy szembesítse: nála vannak a lemezek. Jazz időközben megfejti, hogy a CD-k tartalma nem más, mint Julien piszkos üzleti ügyeinek lenyomata, és ő is Ford után ered, ám a bérgyilkosok útját állják. Szorult helyzetéből a jó útra tért Gennyzsák Sam menti ki. Ford szembesíti Julient, hogy nála vannak a lemezek, aki megpróbálja őket megsemmisíteni, nem számolva azzal, hogy másolatok készülhettek róluk. Elmondja indítékait: látott egy kimutatást, amely szerint igen csekély haszna volt, és ezt szerette volna illegális üzelmekkel megnövelni. Bobby Black és Johnny Crunch azonban megtudták ezt, ellopták a CD-ket és megzsarolták őt, ezért kellett meghalniuk. Az őszinte vallomást Zuzu észrevétlenül egy mikrofonnal kihangosítja, így mindenki hallhatja a gálán. Julien fegyvert ránt, Ford azonban egy tüzes koktél segítségével hatástalanítja. A kiérkező rendőrségnek nincs más dolga, mint őrizetbe venni őt – s ekkor kiderül az is, hogy Amos hadnagy valójában a Disco Express énekese volt.
Zuzut elviszi magával egy rockzenész, a Fordba szerelmes Jazz pedig csalódottan távozik. Ford otthon a romok közt kutakodva újra találkozik Vigyorival, aki elárulja, hogy nem ő a fiú apja, hanem ő ölte meg őt. Csőbe húzza: pusztakezes harcot követel, de egy óvatlan pillanatban lelövi Vigyorit, végleg végezve vele. A dolgok csak másnap reggel oldódnak meg: Ford kijelenti, hogy elege van a rock 'n roll szakmából, csak Jazz kell neki, és maga mellé veszi a fiút is. A tengerparton csörgő telefont felvéve pedig egy rádiós játékon végül megnyeri az egymillió dolláros fődíjat, amellyel újrakezdheti az életét.

## Szereplők
| Szereplő       | Színész             | Magyar hang      |
| -------------- | ------------------- | ---------------- |
| Ford Fairlane  | Andrew Dice Clay    | Nagy Feró        |
| Julian Grendel | Wayne Newton        | Szombathy Gyula  |
| Colleen Sutton | Priscilla Presley   | Káldi Nóra       |
| Don Cleveland  | Morris Day          | Józsa Imre       |
| Jazz           | Lauren Holly        | Tóth Enikő       |
| Zuzu Petals    | Maddie Corman       | Hegyi Barbara    |
| Johnny Crunch  | Gilbert Gottfried   | Usztics Mátyás   |
| Sam            | David Patrick Kelly | Forgács Péter    |
| Fiú            | Brandon Call        | Minárovits Péter |
| Vigyori        | Robert Englund      | Tahi Tóth László |
| Amos hadnagy   | Ed O’Neill          | Balázs Péter     |
| Mixer          | Jaz Kaner           | Elekes Pál       |
| Nyomozó        | Steve White         | Izsóf Vilmos     |
| Slam, a rapper | Tone Loc            | Melis Gábor      |
| Melodi         | Kari Wuhrer         |                  |

Johnny Crunch szerepét eredetileg Howard Sternnek ajánlották fel, Bobby Blacket Billy Idolnak, Julian Grendelt pedig David Bowie-nak.
Számos ismert vagy később híressé vált színész illetve zenész szerepelt a filmben. Priscilla Presley korábban a Csupasz pisztoly-sorozatban szerepelt, Lauren Hollyt a Dumb és Dumberből ismerhetik a magyar nézők, Robert Englund Freddy Krueger-t alakította a Rémálom az Elm utcában-sorozatban, Ed O’Neill pedig az Egy rém rendes család Al Bundyjaként és a Modern család Jay-jeként lett hazánkban népszerű. A Bobby Black-et játszó Vince Neil a valóságban a Mötley Crüe együttes énekese, emellett a rapper Tone Loc és a The Time együttes frontembere, Morris Day is tiszteletüket teszik epizódszerepekben.

## Zene
Mivel a film központi témája a zeneiparban történő nyomozás, ezért számtalan betétdalt is tartalmaz, amelyek különféle stílusokban készültek.
1. Billy Idol – Cradle of Love
2. Dion – Sea Cruise
3. Sheila E. – Funky Attitude
4. Lisa Fisher, Teddy Pendergrass – Glad To Be Alive
5. Tone Loc – Can't Get Enough
6. Mötley Crüe – Rock 'n Roll Junkie
7. Andrew Dice Clay – I Ain't Got You
8. Queensrÿche – Last Time In Paris
9. Yello – Unbelievable
10. Richie Sambora – Wind Cries Mary

A "Cradle of Love" videóklipjének első változatában láthatóak voltak olyan jelenetek, melyekben a TV-képernyőn a film egyes jelenetei futnak – de ezek egyikén sem látható Ford Fairlane karaktere, vélhetően azért, mert Andrew Dice Clayt az MTV örök életére letiltatta a csatornáról, miután az 1989-es MTV Video Music Awards-on elkezdte mondani a korábban számára az ismertséget meghozó "Lúdanyó meséi"-ből vett mondókák trágár átiratát, noha előzetesen szigorúan megtiltották neki. A tiltást végül 2011-ben feloldották. A klip újabb változataiból már kihagyták a film jeleneteit is.
Richie Sambora egy Jimi Hendrix-számot dolgozott fel a film kedvéért. A Yello dala a film utóbb megváltoztatott sora után kapta a címét, bár a számban még a régi dialógus található meg, ahol Ford a saját telefonszámára mint "1-800-UNBELIEVABLE" (hihetetlen) hivatkozik. A kész filmben a telefonszáma már "1-800-PERFEKT". Az együttes "Baby" című albumának dalai voltak a film készítése közben az ideiglenes betétdalok.
A Fekete Dögvész zenekarban Vince Neil mellett más zenészek is megtalálhatóak. A basszusgitáros Phil Soussan ebben az időben Billy Idollal játszott, de volt Ozzy Osbourne basszistája is, a dobos Randy Castillo pedig ebben az időben Ozzy Osbourne mellett dobolt, majd 2000-től 2002-ben bekövetkezett haláláig a Mötley Crüe dobosa volt. A szólógitárnál a Quiet Riot akkori gitárosa, Carlos Cavazo látható.

## Fogadtatása és hatása
Az Egyesült Államokban megbukott a film, lehúzta a Rotten Tomatoes és az 1991-es Arany Málna díjkiosztón a legrosszabb színész (Andrew Dice Clay) díján keresztül még sok más helyezést is besöpört (de legalábbis jelölték rá).
Roger Ebert kritikus elítélően nyilatkozott a Ford Farlaine-ről. Ezzel szemben Magyarországon a videokazetta korszak egyik legnagyobb jelensége volt. A film illegális másolataiból számtalan keringett kézről-kézre az országban. Az angol Wikipédia szerint a fordítás népszerűségét alapvetően a trágár nyelvezete adta, ami nagyon gyorsan a szleng részévé vált. Fairlane szinkronhangja, Nagy Feró az Argo című magyar filmben hasonló karaktert játszott és elhangzott a szájából a magyar szinkron legendás "Eszem-faszom megáll" szófordulata is, ami a rendező Árpa Attila részéről tudatos utalás Feró egykori szinkronszerepére, hasonlóan az Argo számos más eleméhez.
A Disco Express nevű miskolci glam rock-banda is a film után kapta a nevét. Császár Előd készített egy Booty Time c. funky-paródia dalt a filmben elhangzott dalrészlet alapján.
Hasonló népszerűség övezi a filmet Norvégiában és Spanyolországban is. Az 1992-es norvég kiadást követően Ford Fairlane hamarosan jelenség lett. A 2000-es évek végén DVD-n új kiadást ért meg. Spanyolországban a szintén népszerű énekes, színész és komikus Pablo Carbonell vált ikonná, a szinkronizálás miatt.